# Splettstoesser-Gletscher (Grahamland)
Der Splettstoesser-Gletscher ist ein 8 km langer und 1,5 km breiter Gletscher an der Graham-Küste des Grahamlands auf der Antarktischen Halbinsel. Auf der Strescher-Halbinsel fließt er vom Widmark-Piedmont-Gletscher in nördlicher Richtung zur Crates Bay, einer Nebenbucht der Holtedahl Bay, die er südlich von Conway Island erreicht.
Das UK Antarctic Place-Names Committee benannte ihn 2016. Namensgeber ist der US-amerikanische Geologe John Splettstoesser (1934–2016), der von 1960 bis 1986 in Antarktika tätig war.